# Manuel Mendes de Tânger
Manuel Mendes de Tânger (século XV - século XVI) foi um militar português.

## Biografia
Manuel Mendes foi Cavaleiro Fidalgo da Casa Real, que recebeu do Rei D. Manuel I de Portugal, por Carta de 8 de Junho de 1520, Mercê de Armas Novas, atentendo aos serviços prestados no tempo dos Reis D. Afonso V de Portugal e D. João II de Portugal nas guerras contra os Infiéis, assim como no reinado do próprio Venturoso, com feitos honrados de esforçado Cavaleiro e de grande merecimento, no que se expôs a muito risco e foi bastantes vezes ferido. Conjuntamente lhe foi dado o Apelido de Tânger, por aí ser o campo de seus gloriosos feitos. As Armas concedidas a Manuel Mendes de Tânger são: cortado, o primeiro de azul, com um muro ameiado flanqueado de duas torres de prata, lavrado e aberto de negro, o segundo partido, o primeiro de vermelho, com uma cabeça de mouro cortada de vermelho e fotada de prata e de azul, o segundo de vermelho, com três lanças de prata, hasteadas de ouro, com os ferros para cima, postas 2 e 1; timbre: a cabeça de mouro do escudo.
Parece ser o mesmo Manuel Mendes que exerceu o cargo de Contador da Praça-Forte de Tânger, conforme carta de D. Manuel I de Portugal: "A Manuel Mendes, Cavaleiro da Casa d'el-Rei, morador em Tânger, [faço] mercê de Contador da cidade de Tânger, com o mantimento, prós e percalços ordenados que tinha Pero Babilão, que renunciara em mãos d'el-Rei, segundo carta feita e assinada pelo próprio em Tânger, aos 6 de janeiro de 1514".

## Casamento e descendência
Casou e teve descendência.